# Rubén Jaramillo, Puebla
Rubén Jaramillo är en ort i Mexiko.   Den ligger i kommunen Tecamachalco och delstaten Puebla, i den sydöstra delen av landet, 160 km öster om huvudstaden Mexico City. Rubén Jaramillo ligger 1 984 meter över havet och antalet invånare är 734.
Terrängen runt Rubén Jaramillo är kuperad österut, men västerut är den platt. Runt Rubén Jaramillo är det ganska tätbefolkat, med 60 invånare per kvadratkilometer. Närmaste större samhälle är Tecamachalco, 5,9 km norr om Rubén Jaramillo. Trakten runt Rubén Jaramillo består i huvudsak av gräsmarker.